# Trachinotus falcatus
 Trachinotus falcatus és una espècie de peix de la família dels caràngids i de l'ordre dels perciformes que es troba a l'Atlàntic occidental: des de Massachusetts (Estats Units) fins al sud-est del Brasil, incloent-hi les Bahames i les Índies Occidentals.
Els mascles poden assolir els 122 cm de longitud total.